# ميلتون ماير
ميلتون ماير (بالإنجليزية: Milton Mayer)‏ هو صحفي أمريكي، ولد في 24 أغسطس 1908، وتوفي في 20 أبريل 1986.